# Denni Avdić
Denni Robin Avdić (Huskvarna, 5 september 1988) is een Zweeds voetballer die als aanvaller speelt. In 2009 debuteerde hij in het Zweeds voetbalelftal.

## Clubcarrière
Avdić begon bij IF Elfsborg waar hij bijna vijf jaar in het eerste team speelde. Begin 2011 werd hij door Werder Bremen gecontracteerd maar daar kwam hij weinig aan spelen toe. In het seizoen 2012/13 speelde Avdić op huurbasis voor PEC Zwolle. Hierna werd hij gecontracteerd door AZ. Ook bij AZ kwam hij niet veel aan spelen toe en nadat hij het seizoen 2014/15 op huurbasis bij Heracles Almelo doorbracht, werd zijn contract op 31 augustus 2015 ontbonden. Begin 2016 sloot hij aan bij AIK. In 2019 speelde hij bij AFC Eskilstuna. In maart 2021 sloot hij aan bij Vasalunds IF.

## Interlandloopbaan
Op 28 januari 2009 debuteerde Avdić in het Zweeds voetbalelftal in een vriendschappelijke wedstrijd tegen Mexico die gespeeld werd in Oakland (Californië). Hij viel na 66 minuten in voor Daniel Nannskog. Datzelfde jaar nam hij in de zomer deel aan het Europees kampioenschap voetbal onder 21.

## Carrièrestatistieken
| Seizoen         | Club                | Land            | Competitie      | Competitie | Competitie | Beker | Beker | Internationaal | Internationaal | Overig | Overig | Totaal | Totaal |
| Seizoen         | Club                | Land            | Competitie      | Wed.       | Dlp.       | Wed.  | Dlp.  | Wed.           | Dlp.           | Wed.   | Dlp.   | Wed.   | Dlp.   |
| --------------- | ------------------- | --------------- | --------------- | ---------- | ---------- | ----- | ----- | -------------- | -------------- | ------ | ------ | ------ | ------ |
| 2006            | IF Elfsborg         | Zweden          | Allsvenskan     | 0          | 0          | 0     | 0     | –              | –              | –      | –      | 0      | 0      |
| 2007            | IF Elfsborg         | Zweden          | Allsvenskan     | 19         | 0          | 0     | 0     | 6              | 0              | –      | –      | 25     | 0      |
| 2008            | IF Elfsborg         | Zweden          | Allsvenskan     | 25         | 4          | 0     | 0     | 1              | 0              | –      | –      | 26     | 4      |
| 2009            | IF Elfsborg         | Zweden          | Allsvenskan     | 29         | 3          | 2     | 0     | 6              | 2              | –      | –      | 37     | 5      |
| 2010            | IF Elfsborg         | Zweden          | Allsvenskan     | 29         | 19         | 2     | 1     | 4              | 1              | –      | –      | 35     | 21     |
| 2010/11         | Werder Bremen       | Duitsland       | Bundesliga      | 7          | 0          | 0     | 0     | –              | –              | –      | –      | 7      | 0      |
| 2010/11         | Werder Bremen II    | Duitsland       | 3. Liga         | 1          | 0          | 0     | 0     | –              | –              | –      | –      | 1      | 0      |
| 2011/12         | Werder Bremen       | Duitsland       | Bundesliga      | 0          | 0          | 0     | 0     | –              | –              | –      | –      | 0      | 0      |
| 2011/12         | Werder Bremen II    | Duitsland       | 3. Liga         | 11         | 0          | 0     | 0     | –              | –              | –      | –      | 11     | 0      |
| 2012/13         | Werder Bremen       | Duitsland       | Bundesliga      | 0          | 0          | 0     | 0     | –              | –              | –      | –      | 0      | 0      |
| 2012/13         | → PEC Zwolle        | Nederland       | Eredivisie      | 23         | 8          | 4     | 0     | –              | –              | –      | –      | 27     | 8      |
| 2013/14         | AZ                  | Nederland       | Eredivisie      | 13         | 0          | 2     | 2     | 4              | 0              | –      | –      | 19     | 2      |
| 2014/15         | AZ                  | Nederland       | Eredivisie      | 0          | 0          | 0     | 0     | –              | –              | –      | –      | 0      | 0      |
| 2014/15         | → Heracles Almelo   | Nederland       | Eredivisie      | 22         | 4          | 2     | 0     | –              | –              | –      | –      | 24     | 4      |
| 2016            | AIK Fotboll         | Zweden          | Allsvenskan     | 15         | 2          | 2     | 1     | –              | –              | –      | –      | 17     | 3      |
| 2017            | AIK Fotboll         | Zweden          | Allsvenskan     | 21         | 3          | 4     | 1     | 5              | 1              | –      | –      | 29     | 5      |
| 2018            | AIK Fotboll         | Zweden          | Allsvenskan     | 19         | 0          | 1     | 0     | 4              | 0              | -      | -      | 24     | 0      |
| 2019            | AIK Fotboll         | Zweden          | Allsvenskan     | 0          | 0          | 0     | 0     | 3              | 0              | -      | -      | 3      | 0      |
| 2019            | Athletic Eskilstuna | Zweden          | Allsvenskan     | 16         | 1          | 0     | 0     | 0              | 0              | -      | -      | 16     | 1      |
| 2021            | Vasalunds IF        | Zweden          | Superettan      | 8          | 2          | 0     | 0     | 0              | 0              | -      | -      | 8      | 2      |
| Carrière totaal | Carrière totaal     | Carrière totaal | Carrière totaal | 258        | 46         | 19    | 5     | 33             | 4              | 0      | 0      | 309    | 55     |

## Erelijst

### MetIF Elfsborg
| Nationaal            |    |      |
| Zweeds landskampioen | 1x | 2006 |
| Supercupen           | 1x | 2007 |